# Francisco de Paula Borba
Francisco de Paula Borba (Angra do Heroísmo, 24 de março de 1873 — Setúbal, 26 de setembro de 1934) foi um médico, formado em cirurgia pela Faculdade de Medicina da Universidade de Lisboa em 1898, que exerceu medicina em Setúbal, sendo médico da Misericórdia e do Montepio daquela cidade. Distinguiu-se no campo da filantropia.

## Biografia
Nasceu em Angra do Herísmo, nos Açores, filho de António Vaz Borba e de D. Maria Lúcia da Conceição de São Pedro. Foi irmão do musicólogo e compositor padre Tomás Vaz Borba.
Foi um dos membros fundadores do Asilo de Velhos de Bocage, tendo-se destacado durante a angariação de fundos para criar esta instituição, que se baseou na herança de vários edifícios e nas receitas das cerimónias da comemoração do centenário do poeta. Posteriormente, tornou-se provedor da Santa Casa da Misericórdia de Setúbal, tendo-se notabilizado por ter organizado grandes obras de modificação no antigo hospital, que ficou mais moderno e adequado às necessidades da população. Para as obras no hospital e nos asilos, Paula Borba conseguiu o apoio da classe piscatória de Setúbal, que aos Domingos iam colaborar nos trabalhos.
Devido ao seu sucesso na gestão do Hospital, Paula Borba foi nomeado para dirigir várias instituições de assistência em Setúbal, onde também teve muito êxito.
Morreu em 1934 na cidade de Setúbal, tendo nessa altura 62 anos de idade. Em sua homenagem, os estabelecimentos comerciais em Setúbal conservaram as suas portas em funeral, durante dois dias. Casou em Setúbal com uma senhora da família Botelho Moniz, tendo tido dois filhos. Era irmão do Padre Tomás Vaz de Borba, e tio da harpista Cecília Borba.

## Homenagens
Francisco de Paula Borba foi honrado com o grau de grande oficial na Ordem do Mérito em 11 de abril de 1931.